# Mihajlo Cvetković
Mihajlo Cvetković (Niš, Nišava, 10 de enero de 2007) es un futbolista serbio. Juega de delantero centro y su equipo actual es el Royal Sporting Club Anderlecht de la Primera División de Bélgica.

## Trayectoria
Comenzó a jugar al fútbol en Šampion Nais en diciembre de 2012, realizó las categorías infantiles y se destacó desde chico, fue votado como el mejor jugador del año del club desde 2015 a 2019. En 2020 fue fichado por el club profesional FK Čukarički Belgrado, gracias a que convirtió un gran gol y ese video llegó a los directivos.
Tras sus primeros años de juvenil, en enero de 2022 firmó su primer contrato profesional, con 15 años recién cumplidos. Debido a su buen rendimiento y proyección, en febrero de 2023 firmó una renovación de contrato, hasta 2026.
Inició la temporada 2023-24 con la sub-19, a pesar de ser categoría sub-17, en los primeros 4 partidos se destacó con 5 goles y 2 asistencias, por lo que fue ascendido al primer equipo.
Debutó como profesional el 4 de septiembre de 2023, el entrenador lo mandó a cancha en el transcurso del segundo tiempo para enfrentar a FK Železničar Pančevo con el partido 2-1 en contra, al minuto 82 convirtió su primer gol oficial, que selló el empate 2-2. Jugó con 16 años y la camiseta número 91, se convirtió en el goleador más joven del club.
A nivel internacional de clubes, tuvo su estreno el 21 de septiembre, tuvo minutos contra Ferencváros en la fase de grupos de Conference League pero perdieron 3-1 en el Groupama Arena ante más de 17800 espectadores.
El 23 de abril de 2025 se anunció su fichaje por Anderlecht, firmó por 4 temporadas con el club belga.

## Selección nacional
Ha sido internacional con la selección de fútbol de Serbia en las categorías juveniles sub-15, sub-16, sub-17 y sub-21, también ha sido considerado en la absoluta.
En octubre de 2024 fue convocado por primera vez a la selección absoluta, pero por pedido del entrenador de la sub-19 fue desafectado para jugar la clasificación a la Eurocopa de la categoría.
Debutó con la selección absoluta el 20 de marzo de 2025, en el partido de ida del repechaje de la Nations League contra Austria, jugó los minutos finales y empataron 1-1. Posteriormente en la vuelta ganaron 2-0, lo que significó mantenerse en la primera categoría de la competición internacional.

## Estadísticas

### Clubes
Actualizado al último partido citado el 16 de agosto de 2025.
| Club                          | Div.          | Temporada     | Liga  | Liga  | Liga   | Copas nacionales | Copas nacionales | Copas nacionales | Copas internacionales | Copas internacionales | Copas internacionales | Total | Total | Total  |
| Club                          | Div.          | Temporada     | Part. | Goles | Asist. | Part.            | Goles            | Asist.           | Part.                 | Goles                 | Asist.                | Part. | Goles | Asist. |
| ----------------------------- | ------------- | ------------- | ----- | ----- | ------ | ---------------- | ---------------- | ---------------- | --------------------- | --------------------- | --------------------- | ----- | ----- | ------ |
| FK Čukarički Belgrado Serbia  | 1.ª           | 2023-24       | 22    | 3     | 2      | 2                | 1                | 0                | 6                     | 0                     | 0                     | 30    | 4     | 2      |
| FK Čukarički Belgrado Serbia  | 1.ª           | 2024-25       | 31    | 9     | 0      | 1                | 0                | 0                | —                     | —                     | —                     | 32    | 9     | 0      |
| FK Čukarički Belgrado Serbia  | Total club    | Total club    | 53    | 12    | 2      | 3                | 1                | 0                | 6                     | 0                     | 0                     | 62    | 13    | 2      |
| R. S. C. Anderlecht · Bélgica | 1.ª           | 2025-26       | 0     | 0     | 0      | -                | -                | -                | 0                     | 0                     | 0                     | 0     | 0     | 0      |
| R. S. C. Anderlecht · Bélgica | Total club    | Total club    | 0     | 0     | 0      | 0                | 0                | 0                | 0                     | 0                     | 0                     | 0     | 0     | 0      |
| RSCA Futures · Bélgica        | 2.ª           | 2025-26       | 2     | 1     | 1      | —                | —                | —                | —                     | —                     | —                     | 2     | 1     | 1      |
| RSCA Futures · Bélgica        | Total club    | Total club    | 2     | 1     | 1      | 0                | 0                | 0                | 0                     | 0                     | 0                     | 2     | 1     | 1      |
| Total carrera                 | Total carrera | Total carrera | 55    | 13    | 3      | 3                | 1                | 0                | 6                     | 0                     | 0                     | 64    | 14    | 3      |
| 1. 2.                         |               |               |       |       |        |                  |                  |                  |                       |                       |                       |       |       |        |

### Selección
Actualizado al último partido citado el 4 de junio de 2025.
| Selección         | Temporada         | Continental | Continental | Continental | Mundial | Mundial | Mundial | Amistosos | Amistosos | Amistosos | Total | Total | Total  |
| Selección         | Temporada         | Part.       | Goles       | Asist.      | Part.   | Goles   | Asist.  | Part.     | Goles     | Asist.    | Part. | Goles | Asist. |
| ----------------- | ----------------- | ----------- | ----------- | ----------- | ------- | ------- | ------- | --------- | --------- | --------- | ----- | ----- | ------ |
| Sub-15 Serbia     | 2021              | —           | —           | —           | —       | —       | —       | 4         | 2         | 0         | 4     | 2     | 0      |
| Sub-15 Serbia     | Total sel.        | 0           | 0           | 0           | 0       | 0       | 0       | 4         | 2         | 0         | 4     | 2     | 0      |
| Sub-16 Serbia     | 2021              | —           | —           | —           | —       | —       | —       | 2         | 1         | 0         | 2     | 1     | 0      |
| Sub-16 Serbia     | 2022              | —           | —           | —           | —       | —       | —       | 5         | 1         | 0         | 5     | 1     | 0      |
| Sub-16 Serbia     | Total sel.        | 0           | 0           | 0           | 0       | 0       | 0       | 7         | 2         | 0         | 7     | 2     | 0      |
| Sub-17 Serbia     | 2022-23           | 9           | 5           | 3           | —       | —       | —       | 4         | 1         | 0         | 13    | 6     | 3      |
| Sub-17 Serbia     | 2023-24           | 5           | 4           | 1           | —       | —       | —       | -         | -         | -         | 5     | 4     | 1      |
| Sub-17 Serbia     | Total sel.        | 14          | 9           | 4           | 0       | 0       | 0       | 4         | 1         | 0         | 18    | 10    | 4      |
| Sub-19 Serbia     | 2024-25           | 3           | 2           | 0           | —       | —       | —       | 4         | 4         | 0         | 7     | 6     | 0      |
| Sub-19 Serbia     | Total sel.        | 3           | 2           | 0           | 0       | 0       | 0       | 4         | 4         | 0         | 7     | 6     | 0      |
| Sub-21 Serbia     | 2024-25           | -           | -           | -           | —       | —       | —       | 2         | 0         | 0         | 2     | 0     | 0      |
| Sub-21 Serbia     | Total sel.        | 0           | 0           | 0           | 0       | 0       | 0       | 2         | 0         | 0         | 2     | 0     | 0      |
| Absoluta Serbia   | 2025              | 1           | 0           | 0           | —       | —       | —       | -         | -         | -         | 1     | 0     | 0      |
| Absoluta Serbia   | Total sel.        | 1           | 0           | 0           | 0       | 0       | 0       | 0         | 0         | 0         | 1     | 0     | 0      |
| Total selecciones | Total selecciones | 18          | 11          | 4           | 0       | 0       | 0       | 21        | 9         | 0         | 39    | 20    | 4      |
| 1.                |                   |             |             |             |         |         |         |           |           |           |       |       |        |

## Palmarés

### Distinciones individuales
| Distinción                                                                             | Año  |
| -------------------------------------------------------------------------------------- | ---- |
| Parte de los 60 mejores jugadores jóvenes del mundo para The Guardian (categoría 2007) | 2024 |